# Lepidodexia vittata
Lepidodexia vittata är en tvåvingeart som först beskrevs av Guilherme A.M.Lopes 1968.  Lepidodexia vittata ingår i släktet Lepidodexia och familjen köttflugor.
Artens utbredningsområde är Colombia. Inga underarter finns listade i Catalogue of Life.